# Neutropenia
Neutropenia – stan hematologiczny polegający na obniżeniu liczby granulocytów obojętnochłonnych poniżej 1500/μl (poniżej 500/μl – agranulocytoza). Przyczynami neutropenii może być zwiększone niszczenie neutrofili lub ich zmniejszone wytwarzanie oraz zła dystrybucja. Istnieją także wrodzone neutropenie, takie jak: zespół Kostmanna lub zespół Shwachmana-Diamonda. Ciężka neutropenia oraz agranulocytoza stanowią poważne zagrożenie życia z powodu szybko postępujących zakażeń bakteryjnych, wirusowych lub grzybiczych, które są najczęstszą przyczyną śmierci chorych na białaczki lub inne nowotwory w okresie chemioterapii.

## Przyczyny neutropenii
- nadmierne niszczenie neutrofili:
  - hipersplenizm
  - neutropenia autoimmunologiczna
  - chemioterapia lub sterydoterapia
  - przewlekłe choroby tkanki łącznej
- zmniejszone wytwarzanie:
  - aplazja szpiku
  - nowotwory szpiku
  - toksyczne:
    - polekowe (chemioterapia, radioterapia)
    - zatrucie metalami ciężkimi

  - infekcje
  - zespoły mielodysplastyczne
  - niedobór witaminy B12 i folianów
- niewłaściwa dystrybucja:
  - hemodializy